# Magnification
| 전문가 평가                   | 전문가 평가 |
| 평가 점수                     | 평가 점수   |
| 출처                          | 점수        |
| ----------------------------- | ----------- |
| AllMusic                      | [ 1 ]       |
| The New York Post             | (positive)  |
| The Rolling Stone Album Guide | [ 3 ]       |

《Magnification》은 영국의 프로그레시브 록 밴드 예스의 열아홉 번째 스튜디오 음반으로, 2001년 9월 10일, 이글 레코드를 통해 발매되었다. 이 음반은 밴드가 4인조로 녹음한 유일한 음반이자 키보디스트 없이 제작한 유일한 음반이며 (드러머 앨런 화이트가 일부 트랙에서 피아노를 연주함), 창립 멤버이자 리드 보컬리스트인 존 앤더슨이 참여한 마지막 음반이다. 키보디스트 이고르 호로셰프가 탈퇴한 후, 밴드는 《Time and a Word》 (1970년) 이후 처음으로 오케스트라 편곡을 사용한 새 스튜디오 음반을 녹음하기로 결정했다. 이 음반은 프로듀서 팀 와이드너와 함께 프로 툴스를 사용해 녹음 및 믹싱되었으며, 오케스트라 편곡은 래리 그루프가 맡았고 샌디에이고 심포니 오케스트라가 연주를 담당했다.
《Magnification》은 발매 당시 음악 평론가들로부터 엇갈린 평가를 받았으며, 예스의 음반 중 가장 낮은 판매고를 기록한 음반 중 하나가 되었다. 이 음반은 영국 음반 차트에서 71위, 미국 빌보드 200 차트에서 186위를 기록하였다. 북미 지역에서는 CD와 DVD-오디오 두 가지 포맷으로 동시에 발매되었으며, DVD 오디오 버전에는 5.1 서라운드 사운드 믹스가 포함되어 있었다. 이 음반은 2001년부터 2004년 사이 여러 차례 재발매되었으며, 각각의 재발매본에는 미공개 라이브 트랙이 수록된 보너스 디스크가 포함되었다. 예스는 이 음반을 홍보하기 위해 키보디스트 톰 브리슬린과 오케스트라가 함께한 미국 및 유럽 순회 공연인 예스 심포닉 투어를 진행하였다.

## 배경
2000년 8월, 예스는 가수 존 앤더슨, 베이시스트 크리스 스콰이어, 기타리스트 스티브 하우, 드러머 앨런 화이트, 키보디스트 이고르 호로셰프의 라인업으로 미국 전역을 도는 3개월간의 마스터웍스 투어를 마쳤다. 그러나 호로셰프가 두 명의 여성 경비원에게 반복적인 원치 않는 접근을 시도한 사건으로 투어 중 논란이 일었다. 그는 후에 폭행 및 성추행 혐의로 기소되었으며, 두 가지 모두 경범죄로 처리되었다. 또한 호로셰프가 호텔에서 시끄럽고 언어적으로 폭력적인 행동을 했다는 보고도 있었다. 이 사건은 투어 종료 후 호로셰프의 탈퇴로 이어졌고, 밴드는 키보디스트 없이 4인조로 남게 되었다.
2000년 후반, 밴드는 향후 계획에 대해 논의했으며, 그 중 하나는 무대에서 오케스트라와 함께 공연하는 아이디어였다. 이 아이디어는 밴드의 네 멤버 모두에게 흥미를 일으켰고, 그들은 오케스트라를 음악에 통합한 새로운 스튜디오 음반을 녹음하기로 결정했다. 앤더슨은 스콰이어와 화이트가 항상 더 무거운 록 사운드를 선호한다고 느꼈기 때문에 그들이 이에 동의한 것에 놀랐다. 이 작업은 밴드가 오케스트라와 함께 작업한 첫 번째 사례였으며, 이는 그들의 두 번째 음반 《Time and a Word》 (1970년) 이후 처음이었다. 밴드는 2001년 1월, 공식 웹사이트에서 팬들에게 다음 투어에 오케스트라가 포함되기를 원하는지 묻는 온라인 투표를 게시하며 팬들과 아이디어를 공유했다. 음반 녹음 전에, 앤더슨은 음반의 스타일이나 음악적 내용에 관계없이 음반 제목을 《Magnification》으로 결정했다. 그는 제목과 음반 자체에 대한 아이디어를 설명하며, "결국 모든 좋은 것을 확대하여 내면의 모든 좋은 것을 확대하는 아이디어가 되었다"고 말했다.

## 곡 목록
모든 곡들은 존 앤더슨, 스티브 하우, 크리스 스콰이어 그리고 앨런 화이트에 의해 작사/작곡하였다.
| #   | 제목 | 재생 시간 |
| --- | --- | --------- |
| 1.  | 〈Magnification〉                                                                                                 | 7:15      |
| 2.  | 〈Spirit of Survival〉                                                                                            | 6:01      |
| 3.  | 〈Don't Go〉 | 4:26      |
| 4.  | 〈Give Love Each Day〉                                                                                            | 7:43      |
| 5.  | 〈Can You Imagine〉                                                                                               | 2:58      |
| 6.  | 〈We Agree〉 | 6:30      |
| 7.  | 〈Soft As a Dove〉                                                                                                | 2:17      |
| 8.  | 〈Dreamtime〉 | 10:45     |
| 9.  | 〈In the Presence Of〉 I. 〈Deeper〉 II. 〈Death of Ego〉 III. 〈True Beginner〉 IV. 〈Turn Around and Remember〉 | 10:24     |
| 10. | 〈Time Is Time〉                                                                                                  | 2:08      |